# Kuba na Letnich Igrzyskach Olimpijskich 2024
Kuba na Letnich Igrzyskach Olimpijskich 2024 – reprezentacja Kuby na Letnich Igrzyskach Olimpijskich 2024, które zostały rozegrane w dniach 26 lipca – 11 sierpnia w Paryżu, liczyła 61 zawodników.

## Zdobyte medale
Reprezentanci Kuby zdobyli łącznie 9 medali:
| Medal  | Zawodnik           | Dyscyplina  | Konkurencja                  | Rezultat          | Data             |
| ------ | ------------------ | ----------- | ---------------------------- | ----------------- | ---------------- |
| Złoto  | Mijaín López       | Zapasy      | -130 kg w st. klasycznym (m) | Acosta W 6-0      | 6 sierpnia 2024  |
| Złoto  | Erislandy Álvarez  | Boks        | -63,5 kg (m)                 | Oumiha W 3-2      | 7 sierpnia 2024  |
| Srebro | Yusneylis Guzmán   | Zapasy      | -50 kg (k)                   | Hildebrandt P 0-3 | 7 sierpnia 2024  |
| Brąz   | Arlen López        | Boks        | -80 kg (m)                   | Chyżniak P 2-3    | 7 sierpnia 2024  |
| Brąz   | Gabriel Rosillo    | Zapasy      | -97 kg w st. klasycznym (m)  | Assakałow W R     | 7 sierpnia 2024  |
| Brąz   | Luis Orta          | Zapasy      | -67 kg w st. klasycznym (m)  | Galystian W 7-0   | 8 sierpnia 2024  |
| Brąz   | Yarisleidis Cirilo | Kajakarstwo | C-1 200 m (k)                | 44,36             | 10 sierpnia 2024 |
| Brąz   | Rafael Alba        | Taekwondo   | +80 kg (m)                   | Šapina W 2-0      | 10 sierpnia 2024 |
| Brąz   | Milaimys Marín     | Zapasy      | -76 kg (k)                   | Medet kyzy W 7-6  | 11 sierpnia 2024 |

## Boks
| Zawodnik            | Konkurencja  | 1/16             | 1/8              | Ćwierćfinał        | Półfinał         | Finał            | Finał   | Źródło |
| Zawodnik            | Konkurencja  | Przeciwnik Wynik | Przeciwnik Wynik | Przeciwnik Wynik   | Przeciwnik Wynik | Przeciwnik Wynik | Miejsce | Źródło |
| ------------------- | ------------ | ---------------- | ---------------- | ------------------ | ---------------- | ---------------- | ------- | ------ |
| Alejandro Claro     | -51 kg (m)   | BYE              | Trindade W 5-0   | Bennama P 2-3      | NQ               | NQ               | 5.      | [ 10 ] |
| Saidel Horta        | -57 kg (m)   | BYE              | Uulu P 2-3       | NQ                 | NQ               | NQ               | 9.      | [ 11 ] |
| Erislandy Álvarez   | -63,5 kg (m) | Ume W TKO        | Ait Bekka W 5-0  | Sinsiri W 5-0      | Guruli W 5-0     | Oumiha W 3-2     | złoto   | [ 2 ]  |
| Arlen López         | -80 kg (m)   | BYE              | Aykutsun W 5-0   | Khabibullaev W 3-2 | Chyżniak P 2-3   | NQ               | brąz    | [ 4 ]  |
| Julio César La Cruz | -92 kg (m)   | —                | Alfonso P 2-3    | NQ                 | NQ               | NQ               | 9.      | [ 12 ] |

## Judo
| Zawodnik                  | Konkurencja | 1/16 finału      | 1/8 finału       | Ćwierćfinał      | Półfinał         | Repasaże         | Finał / 3. miejsce | Finał / 3. miejsce | Źródła |
| Zawodnik                  | Konkurencja | Przeciwnik Wynik | Przeciwnik Wynik | Przeciwnik Wynik | Przeciwnik Wynik | Przeciwnik Wynik | Przeciwnik Wynik   | Pozycja            | Źródła |
| ------------------------- | ----------- | ---------------- | ---------------- | ---------------- | ---------------- | ---------------- | ------------------ | ------------------ | ------ |
| Iván Felipe Silva Morales | -90 kg (m)  | Sherov P 0-10    | NQ               | NQ               | NQ               | NQ               | NQ                 | 17.                | [ 13 ] |
| Andy Granda               | +100 kg (m) | BYE              | Gadeau W 10-0    | Saito P 0-1      | NQ               | Gadeau W 10-0    | Saito P 0-1        | 5.                 | [ 14 ] |
| Maylín del Toro Carvajal  | -63 kg (k)  | Takaichi P 0-10  | NQ               | NQ               | NQ               | NQ               | NQ                 | 17.                | [ 15 ] |
| Idalys Ortíz              | +78 kg (k)  | Maan W 10-0      | Žabić P 0-10     | NQ               | NQ               | NQ               | NQ                 | 9.                 | [ 16 ] |

## Kajakarstwo
| Zawodnik                         | Konkurencja    | Eliminacje | Eliminacje | Ćwierćfinały | Ćwierćfinały | Półfinały | Półfinały | Finał A/B | Finał A/B | Pozycja | Źródło                      |
| Zawodnik                         | Konkurencja    | Czas       | Pozycja    | Czas         | Pozycja      | Czas      | Pozycja   | Czas      | Pozycja   | Pozycja | Źródło                      |
| -------------------------------- | -------------- | ---------- | ---------- | ------------ | ------------ | --------- | --------- | --------- | --------- | ------- | --------------------------- |
| José Ramón Pelier                | C-1 1000 m (m) | 3:52,17    | 3.         | 3:49,41      | 2.           | 3:46,37   | 6.        | 3:48,58   | 2. (FB)   | 10.     | [ 17 ] [ 18 ] [ 19 ] [ 20 ] |
| Yinnoly López                    | C-1 200 m (k)  | 49,27      | 4.         | 48,76        | 5.           | NQ        | NQ        | NQ        | NQ        | 28.     | [ 21 ] [ 22 ]               |
| Yarisleidis Cirilo               | C-1 200 m (k)  | 45,94      | 1.         | BYE          | BYE          | 45,31     | 1.        | 44,36     | 3.        | brąz    | [ 23 ] [ 24 ] [ 7 ]         |
| Yinnoly López Yarisleidis Cirilo | C-2 500 m (k)  | 2:03,54    | 7.         | 1:56,38      | 3.           | 1:57,03   | 3.        | 2:01,77   | 8.        | 8.      | [ 25 ] [ 26 ]               |

## Kolarstwo

### Kolarstwo szosowe
| Zawodnik       | Konkurencja                    | Czas    | Pozycja | Źródło |
| -------------- | ------------------------------ | ------- | ------- | ------ |
| Arlenis Sierra | Wyścig ze startu wspólnego (k) | 4:07:16 | 48.     | [ 27 ] |

## Lekkoatletyka

### Konkurencje biegowe
| Zawodnik                                                     | Konkurencja   | Eliminacje | Eliminacje | I runda | I runda | Repasaże | Repasaże | Półfinał | Półfinał | Finał | Finał   | Pozycja | Źródło               |
| Zawodnik                                                     | Konkurencja   | Wynik      | Miejsce    | Wynik   | Miejsce | Wynik    | Miejsce  | Wynik    | Miejsce  | Wynik | Miejsce | Pozycja | Źródło               |
| ------------------------------------------------------------ | ------------- | ---------- | ---------- | ------- | ------- | -------- | -------- | -------- | -------- | ----- | ------- | ------- | -------------------- |
| Reynaldo Espinosa                                            | 100 m (m)     | BYE        | BYE        | 10,11   | 3.      | —        | —        | 10,21    | 9.       | NQ    | NQ      | 27.     | [ 28 ] [ 29 ]        |
| Yunisleidy García                                            | 100 m (k)     | BYE        | BYE        | 11,37   | 5.      | —        | —        | NQ       | NQ       | NQ    | NQ      | 41.     | [ 30 ]               |
| Roxana Gómez                                                 | 400 m (k)     | 50,38 ·    | 2.         | —       | —       | BYE      | BYE      | 50,48    | 5.       | NQ    | NQ      | 11.     | [ 31 ] [ 32 ]        |
| Daily Cooper Gaspar                                          | 800 m (k)     | —          | —          | 1:58,88 | 1.      | BYE      | BYE      | 1:58,39  | 3.       | NQ    | NQ      | 12.     | [ 33 ] [ 34 ]        |
| Rose Mary Almanza                                            | 800 m (k)     | —          | —          | 2:00,36 | 6.      | 2:01,54  | 1.       | 1:58,73  | 5.       | NQ    | NQ      | 17.     | [ 35 ] [ 36 ] [ 37 ] |
| Melissa Padrón Daily Cooper Gaspar Sahily Diago Roxana Gómez | 4 x 100 m (k) | 3:33,99    | 8.         | —       | —       | —        | —        | —        | —        | NQ    | NQ      | 16.     | [ 38 ]               |

### Konkurencje techniczne
| Zawodnik                 | Konkurencja      | Kwalifikacje | Kwalifikacje | Finał | Finał   | Źródło        |
| Zawodnik                 | Konkurencja      | Wynik        | Miejsce      | Wynik | Miejsce | Źródło        |
| ------------------------ | ---------------- | ------------ | ------------ | ----- | ------- | ------------- |
| Luis Zayas               | Skok wzwyż (m)   | 2,24         | 14.          | NQ    | NQ      | [ 39 ]        |
| Alejandro Parada         | Skok w dal (m)   | 7,62         | 25.          | NQ    | NQ      | [ 40 ]        |
| Lázaro Martínez          | Trójskok (m)     | 16,79        | 11.          | 17,34 | 8.      | [ 41 ] [ 42 ] |
| Andy Hechavarría         | Trójskok (m)     | 16,70        | 17.          | NQ    | NQ      | [ 41 ] [ 42 ] |
| Cristian Nápoles         | Trójskok (m)     | 16,67        | 18.          | NQ    | NQ      | [ 41 ] [ 42 ] |
| Mario Díaz               | Rzut dyskiem (m) | 60,92        | 26.          | NQ    | NQ      | [ 43 ]        |
| Leyanis Pérez            | Trójskok (k)     | 14,68        | 1.           | 14,62 | 5.      | [ 44 ] [ 45 ] |
| Liadagmis Povea          | Trójskok (k)     | 14,39        | 4.           | 14,64 | 4.      | [ 44 ] [ 45 ] |
| Melany del Pilar Matheus | Rzut dyskiem (k) | 61,07        | 19.          | NQ    | NQ      | [ 46 ]        |
| Silinda Moráles          | Rzut dyskiem (k) | 59,46        | 25.          | NQ    | NQ      | [ 46 ]        |

## Łucznictwo
| Zawodnik    | Konkurencja       | Runda rankingowa | Runda rankingowa | 1/32 finału      | 1/16 finału      | 1/8 finału       | Ćwierćfinały     | Półfinały        | Finał            | Finał   | Źródło               |
| Zawodnik    | Konkurencja       | Wynik            | Miejsce          | Przeciwnik Wynik | Przeciwnik Wynik | Przeciwnik Wynik | Przeciwnik Wynik | Przeciwnik Wynik | Przeciwnik Wynik | Pozycja | Źródło               |
| ----------- | ----------------- | ---------------- | ---------------- | ---------------- | ---------------- | ---------------- | ---------------- | ---------------- | ---------------- | ------- | -------------------- |
| Hugo Franco | Indywidualnie (m) | 669              | 21.              | Martínez W 7-3   | Yan P 2-6        | NQ               | NQ               | NQ               | NQ               | 17.     | [ 47 ] [ 48 ] [ 49 ] |

## Pięciobój nowoczesny
| Zawodnik             | Konkurencja | Szermierka      | Szermierka | Szermierka | Pływanie | Pływanie | Pływanie | Jazda konna | Jazda konna | Kombinacja: strzelanie/bieg przełajowy | Kombinacja: strzelanie/bieg przełajowy | Kombinacja: strzelanie/bieg przełajowy | Suma punktów | Pozycja | Źródło |
| Zawodnik             | Konkurencja | Wynik (wygrane) | M.         | Punkty     | Czas     | M.       | Punkty   | M.          | Punkty      | Czas                                   | M.                                     | Punkty                                 | Suma punktów | Pozycja | Źródło |
| -------------------- | ----------- | --------------- | ---------- | ---------- | -------- | -------- | -------- | ----------- | ----------- | -------------------------------------- | -------------------------------------- | -------------------------------------- | ------------ | ------- | ------ |
| Marcos Rojas Jiménez | Mężczyźni   | 10              | 18.        | 175        | 2:01,96  | 7.       | 307      | 17.         | 279         | 10:41,65                               | 16.                                    | 659                                    | 1420         | NQ      | [ 50 ] |

## Pływanie
| Zawodnik          | Konkurencja             | Eliminacje | Eliminacje | Półfinał | Półfinał | Finał | Finał | Źródło |
| Zawodnik          | Konkurencja             | Czas       | Poz.       | Czas     | Poz.     | Czas  | Poz.  | Źródło |
| ----------------- | ----------------------- | ---------- | ---------- | -------- | -------- | ----- | ----- | ------ |
| Rodolfo Falcón Jr | 1500 m st. dowolnym (m) | 16:00,31   | 24.        | —        | —        | NQ    | NQ    | [ 51 ] |
| Andrea Becali     | 200 m st. dowolnym (k)  | 2:03,38    | 21.        | —        | —        | NQ    | NQ    | [ 52 ] |

## Podnoszenie ciężarów
| Zawodnik      | Konkurencja | Rwanie | Podrzut | Razem | Pozycja | Źródła |
| ------------- | ----------- | ------ | ------- | ----- | ------- | ------ |
| Ayamey Medina | -81 kg (k)  | 100    | DNF     | DNF   | DNF     | [ 53 ] |

## Siatkówka

### Siatkówka plażowa
| Zawodnik                | Konkurencja | Faza grupowa           | Faza grupowa         | Faza grupowa             | Faza grupowa | 1/8 finału            | Ćwierćfinały     | Półfinały        | Finał            | Finał | Źródło |
| Zawodnik                | Konkurencja | Przeciwnik Wynik       | Przeciwnik Wynik     | Przeciwnik Wynik         | Poz.         | Przeciwnik Wynik      | Przeciwnik Wynik | Przeciwnik Wynik | Przeciwnik Wynik | Poz.  | Źródło |
| ----------------------- | ----------- | ---------------------- | -------------------- | ------------------------ | ------------ | --------------------- | ---------------- | ---------------- | ---------------- | ----- | ------ |
| Noslen Díaz Jorge Alayo | Mężczyźni   | Partain / Benesh W 2-0 | George / André W 2-0 | Abicha / El Graoui W 2-0 | 1.           | Åhman / Hellvig P 1-2 | NQ               | NQ               | NQ               | 9.    | [ 54 ] |

## Skoki do wody
| Zawodnik       | Konkurencja                      | Eliminacje | Eliminacje | Półfinał | Półfinał | Finał | Finał   | Źródło        |
| Zawodnik       | Konkurencja                      | Wynik      | Pozycja    | Wynik    | Pozycja  | Wynik | Pozycja | Źródło        |
| -------------- | -------------------------------- | ---------- | ---------- | -------- | -------- | ----- | ------- | ------------- |
| Prisis Ruiz    | Trampolina 3 m indywidualnie (k) | 239,85     | 25.        | NQ       | NQ       | NQ    | NQ      | [ 55 ] [ 56 ] |
| Anisley García | Trampolina 3 m indywidualnie (k) | 272,40     | 18.        | 264,90   | 15.      | NQ    | NQ      | [ 55 ] [ 56 ] |
| Anisley García | Wieża 10 m indywidualnie (k)     | 283,00     | 14.        | 270,65   | 16.      | NQ    | NQ      | [ 57 ] [ 58 ] |

## Strzelectwo
| Zawodnik         | Konkurencja                                   | Kwalifikacje | Kwalifikacje | Finał | Finał   | Źródło |
| Zawodnik         | Konkurencja                                   | Wynik        | Pozycja      | Wynik | Pozycja | Źródło |
| ---------------- | --------------------------------------------- | ------------ | ------------ | ----- | ------- | ------ |
| Leuris Pupo      | Pistolet szybkostrzelny, 25 m (m)             | 581-13x      | 16.          | NQ    | NQ      | [ 59 ] |
| Jorge Álvarez    | Pistolet szybkostrzelny, 25 m (m)             | 578-18x      | 21.          | NQ    | NQ      | [ 59 ] |
| Lisbet Hernández | Karabin pneumatyczny, 10 m (k)                | 624,7        | 36.          | NQ    | NQ      | [ 60 ] |
| Lisbet Hernández | Karabin małokalibrowy, trzy postawy, 50 m (k) | 578-25x      | 28.          | NQ    | NQ      | [ 61 ] |
| Laina Pérez      | Pistolet pneumatyczny, 10 m (k)               | 560-13x      | 39.          | NQ    | NQ      | [ 62 ] |
| Laina Pérez      | Pistolet sportowy, 25 m (k)                   | 577          | 24.          | NQ    | NQ      | [ 63 ] |

## Taekwondo
| Zawodnik        | Konkurencja | Kwalifikacje     | 1/8 finału       | Ćwierćfinał      | Półfinał         | Repasaż          | Finał / 3.miejsce | Finał / 3.miejsce | Źródło |
| Zawodnik        | Konkurencja | Przeciwnik Wynik | Przeciwnik Wynik | Przeciwnik Wynik | Przeciwnik Wynik | Przeciwnik Wynik | Przeciwnik Wynik  | Pozycja           | Źródło |
| --------------- | ----------- | ---------------- | ---------------- | ---------------- | ---------------- | ---------------- | ----------------- | ----------------- | ------ |
| Rafael Alba     | +80 kg (m)  | BYE              | Ateşli W 2-0     | Cunningham P 1-2 | NQ               | Issoufou W 2-1   | Šapina W 2-0      | brąz              | [ 8 ]  |
| Arlettys Acosta | +67 kg (k)  | —                | Brandl P 0-2     | NQ               | NQ               | NQ               | NQ                | 11.               | [ 64 ] |

## Tenis stołowy
| Zawodnik                     | Konkurencja | Eliminacje       | 1/32 finału      | 1/16 finału      | 1/8 finału       | Ćwierćfinały     | Półfinały        | Finał            | Finał   | Źródło |
| Zawodnik                     | Konkurencja | Przeciwnik Wynik | Przeciwnik Wynik | Przeciwnik Wynik | Przeciwnik Wynik | Przeciwnik Wynik | Przeciwnik Wynik | Przeciwnik Wynik | Pozycja | Źródło |
| ---------------------------- | ----------- | ---------------- | ---------------- | ---------------- | ---------------- | ---------------- | ---------------- | ---------------- | ------- | ------ |
| Andy Pereira                 | Singel (m)  | BYE              | Calderano P 0-4  | NQ               | NQ               | NQ               | NQ               | NQ               | 33.     | [ 65 ] |
| Daniela Fonseca Jorge Campos | Mieszany    | —                | —                | —                | Szwecja · P 1-4  | NQ               | NQ               | NQ               | 9.      | [ 66 ] |

## Wioślarstwo
| Zawodnik             | Konkurencja | Eliminacje | Eliminacje | Repasaże | Repasaże | Ćwierćfinał | Ćwierćfinał | Półfinał | Półfinał | Finał   | Finał   | Miejsce | Źródło                      |
| Zawodnik             | Konkurencja | Czas       | Poz.       | Czas     | Poz.     | Czas        | Poz.        | Czas     | Poz.     | Czas    | Poz.    | Miejsce | Źródło                      |
| -------------------- | ----------- | ---------- | ---------- | -------- | -------- | ----------- | ----------- | -------- | -------- | ------- | ------- | ------- | --------------------------- |
| Reidy Cardona Blanco | Jedynka (m) | 7:06,45    | 3.         | BYE      | BYE      | 7:10,40     | 6.          | 7:15,63  | 6.       | 7:03,23 | 6. (FD) | 24.     | [ 67 ] [ 68 ] [ 69 ] [ 70 ] |
| Yariulvis Cobas      | Jedynka (k) | 8:11,13    | 5.         | 8:10,64  | 3.       | —           | —           | 8:36,16  | 1.       | 7:57,99 | 3. (FE) | 27.     | [ 71 ] [ 72 ] [ 73 ] [ 74 ] |

## Zapasy
| Zawodnik         | Konkurencja                  | Kwalifikacje     | 1/8 finału          | Ćwierćfinał      | Półfinał         | Repasaż          | Finał / 3.miejsce | Finał / 3.miejsce | Źródło |
| Zawodnik         | Konkurencja                  | Przeciwnik Wynik | Przeciwnik Wynik    | Przeciwnik Wynik | Przeciwnik Wynik | Przeciwnik Wynik | Przeciwnik Wynik  | Pozycja           | Źródło |
| ---------------- | ---------------------------- | ---------------- | ------------------- | ---------------- | ---------------- | ---------------- | ----------------- | ----------------- | ------ |
| Kevin de Armas   | -60 kg w st. klasycznym (m)  | BYE              | Fumita P 1-11       | NQ               | NQ               | Nejad P 1-10     | NQ                | 11.               | [ 75 ] |
| Luis Orta        | -67 kg w st. klasycznym (m)  | —                | Sogabe W 8-0        | Esma’ili P 0-9   | NQ               | Ghaiou W 9-0     | Galystian W 7-0   | brąz              | [ 6 ]  |
| Yosvanys Peña    | -77 kg w st. klasycznym (m)  | —                | Kaviyaninejad P 1-1 | NQ               | NQ               | NQ               | NQ                | 9.                | [ 76 ] |
| Gabriel Rosillo  | -97 kg w st. klasycznym (m)  | —                | Lazogianis W 7-5    | Savolainen W 5-2 | Aleksanian P 3-5 | BYE              | Assakałow W R     | brąz              | [ 5 ]  |
| Mijaín López     | -130 kg w st. klasycznym (m) | —                | Seung-chan W 7-0    | Mirzazade W 3-1  | Szari’ati W 4-1  | —                | Acosta W 6-0      | złoto             | [ 1 ]  |
| Alejandro Valdés | -65 kg w st. wolnym (m)      | —                | Tumurochir P 0-5    | NQ               | NQ               | NQ               | NQ                | 11.               | [ 77 ] |
| Arturo Silot     | -97 kg w st. wolnym (m)      | —                | Thiele W 5-0        | Snyder P 0-5 (F) | NQ               | NQ               | NQ                | 9.                | [ 78 ] |
| Yusneylis Guzmán | -50 kg (k)                   | —                | Demirhan W 7-6      | Dilytė W 10-0    | Phogat W w/o     | —                | Hildebrandt P 0-3 | srebro            | [ 3 ]  |
| Milaimys Marín   | -76 kg (k)                   | —                | Janewa W 7-1        | Blades P 3-4     | NQ               | Axente W w/o     | Medet kyzy W 7-6  | brąz              | [ 9 ]  |